# قطعنامه ۹۲۸ شورای امنیت
قطعنامه ۹۲۸ شورای امنیت سازمان ملل متحد که در تاریخ ۲۰ ژوئن ۱۹۹۴ تصویب شد، سندی بین‌المللی دربارهٔ رواندا است. این قطعنامه طی نشست ۳۳۹۱ام با ۱۵ رای موافق، ۰ مخالف و ۰ ممتنع تصویب شد.